# Szakaliszki
Szakaliszki (lit. Šakališkės) – wieś na Litwie, w rejonie wileńskim, 4 km na południe od Ławaryszek, zamieszkana przez 7 osób. 
W II Rzeczypospolitej zaścianek Szakaliszki leżał w województwie wileńskim, w powiecie wileńsko-trockim, w gminie Mickuny.
Po II wojnie światowej w granicach Związku Sowieckiego. Od 1991 na niepodległej Litwie.